# Hoa du ký
Hoa Du Ký (tiếng Hàn: 화유기; Hanja: 華遊記/花遊記/和遊記; tựa tiếng Anh: A Korean Odyssey) là một bộ phim truyền hình Hàn Quốc có sự tham gia của Lee Seung-gi, Cha Seung-won, Oh Yeon-seo, Lee Hong-gi và Jang Gwang. Được viết bởi chị em nhà Hong, bộ phim là spin-off của tác phẩm Trung Hoa kinh điển Tây du ký. Hwayugi bắt đầu được phát sóng trên kênh truyền hình cáp tvN bắt đầu từ ngày 23 tháng 12 năm 2017 đến ngày 4 tháng 3 năm 2018 vào lúc 21:00 (KST) mỗi thứ Bảy và Chủ Nhật hàng tuần.

## Tóm tắt nội dung
Tôn Ngộ Không trong thời hiện đại là chảnh nam Son O Gong với vẻ ngoài rất phong cách. Tuy nhiên, thực chất thì Son O Gong là một yêu quái, luôn tự cao tự đại vì có võ nghệ và phép thuật cao cường. Vì dám thách thức cả Ngọc hoàng Thượng đế với danh xưng tự phong "Tề Thiên Đại Thánh", Son O Gong đã bị trục xuất xuống trần gian, toàn bộ phép thuật cũng bị phong ấn. Và định mệnh đã đẩy đưa Son O Gong rơi vào vòng xoáy của cuộc chiến thiện ác, cùng với mối quan hệ oan gia ngõ hẹp giữa Son O Gong và Woo Ma Wang, Jin Sun Mi người mang trong mình dòng máu có mùi thơm của hoa sen thu hút yêu ma và là người có thể hóa giải phong ấn cho Tôn Ngộ Không.

## Diễn viên

### Diễn viên chính
- Lee Seung-gi vai Tôn Ngộ Không Son Oh-gong[2]

Là Tề Thiên Đại Thánh khi nghe đến tên ai cũng phải khiếp sợ, bị nhốt trong Ngũ Hành Sơn hơn 500 năm vì đại náo thiên cung, Jin Sun Mi vì cứu anh mà trở thành Tam Tạng, Son Oh Gong cũng là người bảo vệ Tam Tạng trong việc cứu loài người, theo nguyên bản thì vòng kim cô đeo trên đầu nhưng ở Hoa Du Ký, nó được đeo ở tay Son Oh Gong, buộc người đeo phải yêu kẻ đã tặng, tức chủ nhân của chiếc vòng. Vòng kim cô không gây đau đớn về mặt thể xác nhưng đau đớn về trái tim, đây là cải tiến của vòng kim cô. Tức "tình yêu" chính là hình phạt đau đớn nhất.
- Cha Seung-won vai Ngưu Ma Vương Woo Hwi-chul[3][4]

CEO của công ty giải trí Lucifer. Một doanh nhân lịch lãm và thu hút, là đối tượng bị mọi người đố kỵ vì sự nổi tiếng của mình. Anh và Son Oh Gong sống cùng nhà, cả hai luôn bày trò chơi khăm nhau, nhưng thật ra đều là những kẻ thù thân thiết. Ma Vương luôn cố gắng trở tích điểm suốt 1000 năm trở thành tiên để có thể can dự vào chuyện sinh tử, cứu người vợ Na Chak Nyeo tức Bà La Sát đang chịu kiếp nạn.

- Oh Yeon-seo vai Đường Tam Tạng Sam Jang Jin Sun-mi[5]
  - Kal So-won vai Jin Sun-mi hồi nhỏ

Một CEO bất động sản. Cô là Tam Tạng có nhiệm vụ bắt yêu quái để thay đổi số mệnh diệt vong của con người. Jin Sun-mi là chủ chiếc vòng kim cô, cô và Son Oh Gong có một giao kèo khi cô còn nhỏ, nó khiến anh sẽ xuất hiện nếu cô gọi tên anh.
- Lee Hong-gi vai PK/Trư Ngộ Năng Pal-Gye [6]

Một ngôi sao hàng đầu dưới sự quản lý của công ty của Woo Hwi-chul, có tình cảm đặc biệt với zombie Boo Ja/Jung Se Ra.
- Jang Gwang vai Sa Ngộ Tĩnh Yoon Dae-sik[7]

Chủ tịch một công ty sản xuất điện thoại di động lớn, bô lão ở ngoài xã hội làm chủ cả một tập đoàn, về nhà lại làm osin kiêm nội trợ đảm đang trong nhà Ma Vương.

### Diễn viên phụ
- Sung Ji-ru vai Phật Bồ Đề Soo Bo Ri
- Kim Sung-oh vai Lee Han-ju[8]

Một nhân viên bất động sản, trợ lý của Jin Seo Mi
- Lee El vai Ma Ji-young[9], trợ lý của Ma Vương, là một yêu tinh chó, câu đầu môi là " tôi giết nhé?", sẵn sàng vì Ma Vương mà làm tất cả, là một bề tôi trung thành mang ơn cứu mạng của Ma Vương.
- Lee Se-young vai Jung Se Ra - cô gái zombie/ thần nữ Ahssanyeo[10]

Một nữ thực tập sinh của công ty Lucifer. Cô bị sát hại và nhờ máu Tam Tạng mà thức tỉnh biến thành một zombie ở chung nhà với đại gia đình Ma Vương, rất thích Bát Giới, về sau bị Thần Nữ nhập và quyết định gọi Rồng lập vua, nhưng thay vì gọi một con kim long như trong quá khứ thì lại gọi lên một con hắc long (linh hồn rồng tà ác)
- Yoon Bo-ra vai Alice/Ngọc Long Ok Ryong[11]

Một ngôi sao lớn của công ty Lucifer. Cô bị Ngọc Long - một trong bốn người con trai của Long Vương mượn xác trong lúc bị biến thành Bạch Tuộc vì cãi nhau với Long Vương, thích đơn phương Bát Giới.
- Sung Hyuk vai Đông tướng quân và Hạ tiên nữ[12]

Đông tướng quân và Hạ tiên nữ là anh em ruột. Họ dùng chung một cơ thể (trong quá khứ thì Hạ tiên nữ có một cơ thể riêng và vô cùng xinh đẹp, tuy nhiên do đắc tội nên bị hủy hoại thân xác, Đông tướng quân vì thương em gái nên đã cầu cứu và lập một hiệp ước với thần nữ Ahssanyeo để linh hồn Hạ tiên nữ có thể nhập vào thân xác anh giúp Hạ tiên nữ tiếp tục sống). Ban ngày, con người ấy là Đông Tướng quân đẹp trai, ít nói nhưng khi màn đêm buông xuống thì lại hóa thành Tiên nữ Ha. Từ cử chỉ, điệu bộ đến ngữ điệu và thậm chí là tính cách của hai nhân vật đều hoàn toàn khác biệt. Mặc dù có chung một cơ thể và chia nhau thời gian làm chủ cơ thể ấy nhưng Đông tướng quân và Tiên nữ Hạ lại luôn tỏ ra như thể họ thuộc hai cơ thể riêng biệt có thể trò chuyện cùng nhau.
- Song Jong-ho vai Kang Dae-sung[13]

Một chính trị gia tranh chức tổng thống, người được mệnh danh có số "Rồng", người có thể trở thành vua.
- Michael Lee vai Jonathan[14]

Người coi Jin Seo Mi là mối tình đầu
- Jung Jae-won (ONE) vai Hong Hae Ah Hồng Hài Nhi con trai Ngưu Ma Vương [15]
- Kim Ji-soo vai Bà La Sát Na Chal-nyeo[16]

Là vợ của Woo Hwi-chul, năm xưa vì phạm tội trọng bắt linh hồn trẻ con để cứu con mình mà bị đày xuống trần gian chịu 108 kiếp nạn, cứ mỗi một kiếp đều mất con và chết trong uất ức, phải chịu suốt 108 kiếp. (Thiết Phiến Công Chúa)
- Kang Sang-pil[17]

Một tay găng-xtơ hậu đậu.

### Diễn viên khách mời
- Yoo Yeon-jung (Yeonjung của Cosmic Girls)[18]

## Nhạc phim

### OST Part 1
| STT              | Nhan đề              | Nghệ sĩ          | Thời lượng |
| ---------------- | -------------------- | ---------------- | ---------- |
| 1.               | "Let Me Out"         | NU’EST W         | 03:18      |
| 2.               | "Let Me Out" (Inst.) |                  | 03:18      |
| Tổng thời lượng: | Tổng thời lượng:     | Tổng thời lượng: | 06:36      |

### OST Phần 2
| STT              | Nhan đề          | Nghệ sĩ          | Thời lượng |
| ---------------- | ---------------- | ---------------- | ---------- |
| 1.               | "When I Saw You" | Bumkey           | 02:57      |
| Tổng thời lượng: | Tổng thời lượng: | Tổng thời lượng: | 02:57      |

## Tỷ suất người xem
Trong bảng bên dưới, chữ số màu xanh đại diện cho tập phim có tỷ suất người xem thấp nhất và chữ số màu đỏ đại diện cho tập phim có tỷ suất người xem cao nhất.
| Tập #   | Ngày lên sóng        | Tỉ suất người xem   | Tỉ suất người xem   | Tỉ suất người xem | Tỉ suất người xem |
| Tập #   | Ngày lên sóng        | AGB Nielsen Ratings | AGB Nielsen Ratings | TNmS Ratings      |                   |
| Tập #   | Ngày lên sóng        | Toàn quốc           | Seoul               | TNmS Ratings      |                   |
| ------- | -------------------- | ------------------- | ------------------- | ----------------- | ----------------- |
| 1       | 23 tháng 12 năm 2017 | 5.290%              | 5.933%              | 4.9%              |                   |
| 2       | 24 tháng 12 năm 2017 | 4.849%              | 5.292%              | 5.4%              |                   |
| 2       | 25 tháng 12 năm 2017 | 5.623%              | 6.659%              | 6.2%              |                   |
| 3       | 6 tháng 1 năm 2018   | 5.614%              | 6.125%              | 7.1%              |                   |
| 4       | 7 tháng 1 năm 2018   | 6.060%              | 6.439%              | 7.0%              |                   |
| 5       | 13 tháng 1 năm 2018  | 6.102%              | 6.473%              | 6.2%              |                   |
| 6       | 14 tháng 1 năm 2018  | 6.942%              | 7.749%              | 7.2%              |                   |
| 7       | 20 tháng 1 năm 2018  | 5.131%              | 5.044%              | 6.1%              |                   |
| 8       | 21 tháng 1 năm 2018  | 5.822%              | 5.949%              | 6.4%              |                   |
| 9       | 27 tháng 1 năm 2018  | 5.054%              | 5.539%              | 5.8%              |                   |
| 10      | 28 tháng 1 năm 2018  | 6.271%              | 6.987%              | 6.6%              |                   |
| 11      | 3 tháng 2 năm 2018   | 5.705%              | 5.702%              | 6.5%              |                   |
| 12      | 4 tháng 2 năm 2018   | 5.605%              | 6.122%              | 6.1%              |                   |
| 13      | 10 tháng 2 năm 2018  | 4.367%              | 4.365%              | 5.0%              |                   |
| 14      | 11 tháng 2 năm 2018  | 5.517%              | 5.810%              | 6.2%              |                   |
| 15      | 17 tháng 2 năm 2018  |                     |                     |                   |                   |
| 16      | 18 tháng 2 năm 2018  |                     |                     |                   |                   |
| 17      | 24 tháng 2 năm 2018  |                     |                     |                   |                   |
| 18      | 25 tháng 2 năm 2018  |                     |                     |                   |                   |
| 19      | 3 tháng 3 năm 2018   |                     |                     |                   |                   |
| 20      | 4 tháng 3 năm 2018   |                     |                     |                   |                   |
| Average | Average              | %                   | %                   | %                 |                   |

- Bộ drama này được chiếu ở trên kênh truyền hình cáp/truyền hình trả phí nên thường có tỷ suất người xem thấp hơn các bộ drama được chiếu trên các kênh truyền hình trung ương/truyền hình miễn phí. (KBS, SBS, MBC và EBS).